# Hornby Railways
Pour les articles homonymes, voir Hornby.
Hornby est une marque de trains miniatures créée en 1920 au Royaume-Uni par Frank Hornby, fondateur des jouets Meccano et Dinky Toys. Cette entreprise est devenue un groupe international de modélisme ferroviaire, modélisme automobile, accessoires pour le modélisme et jouets.

## Historique

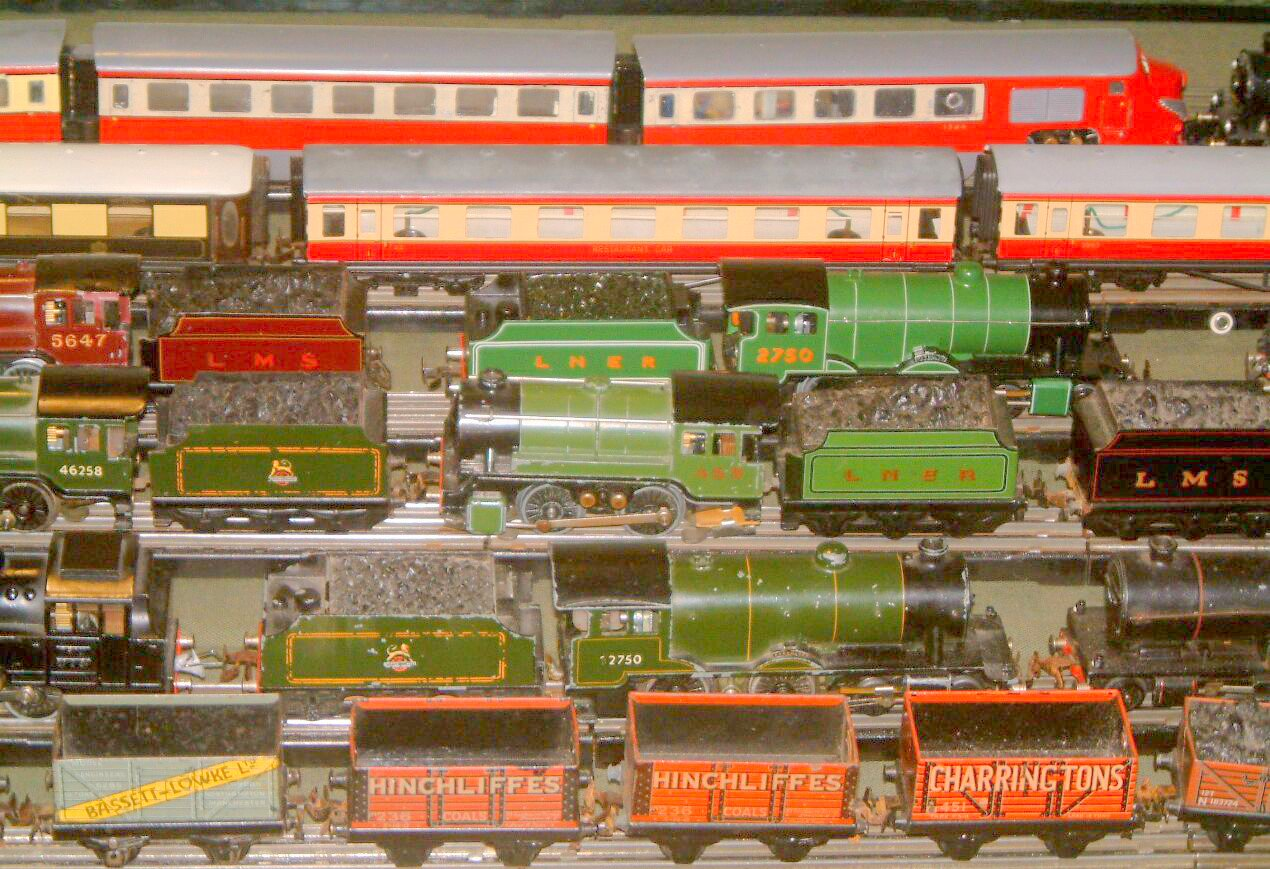
Locomotives et wagons Hornby de 1930.

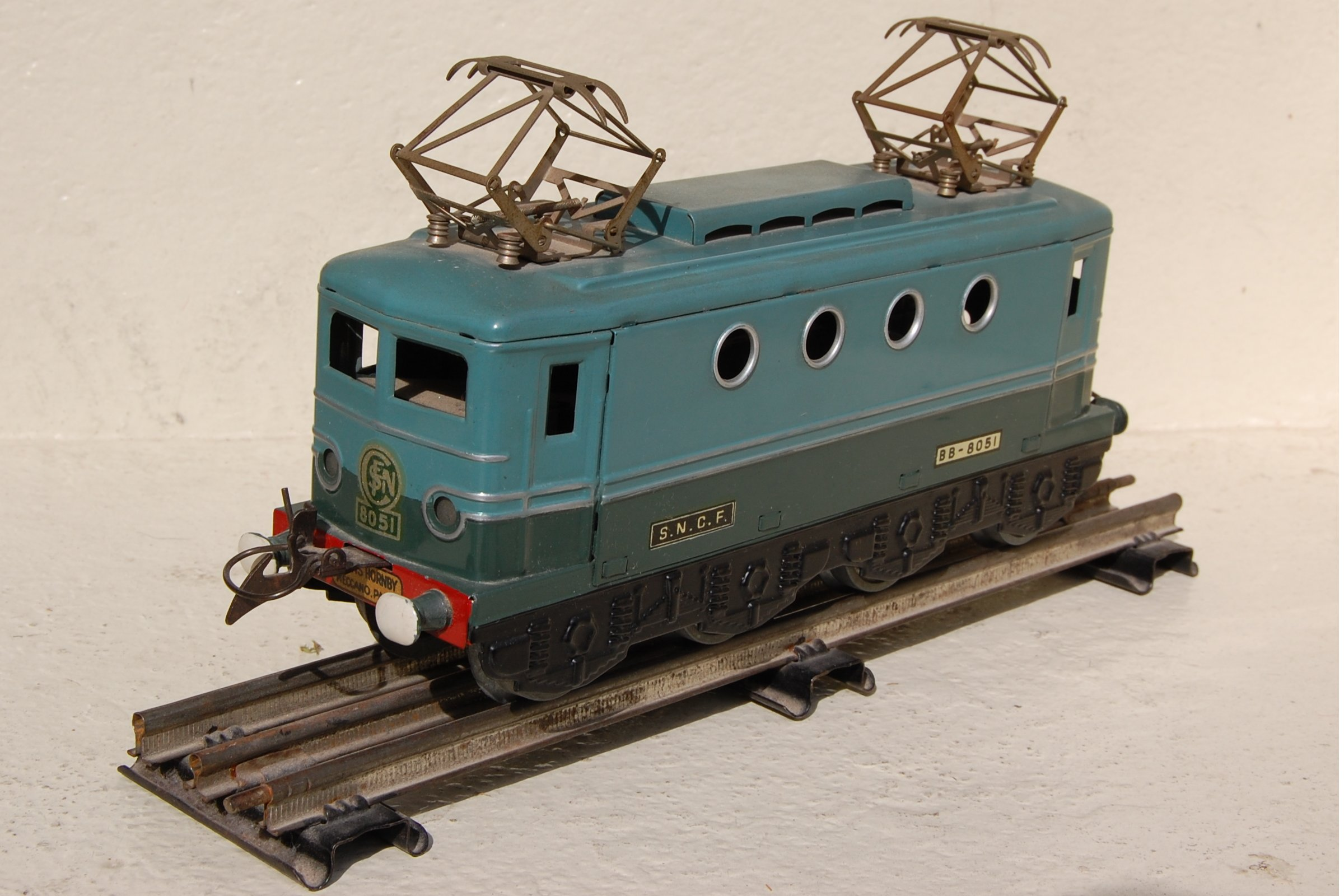
Motrice BB 8000 Hornby des années 1950.

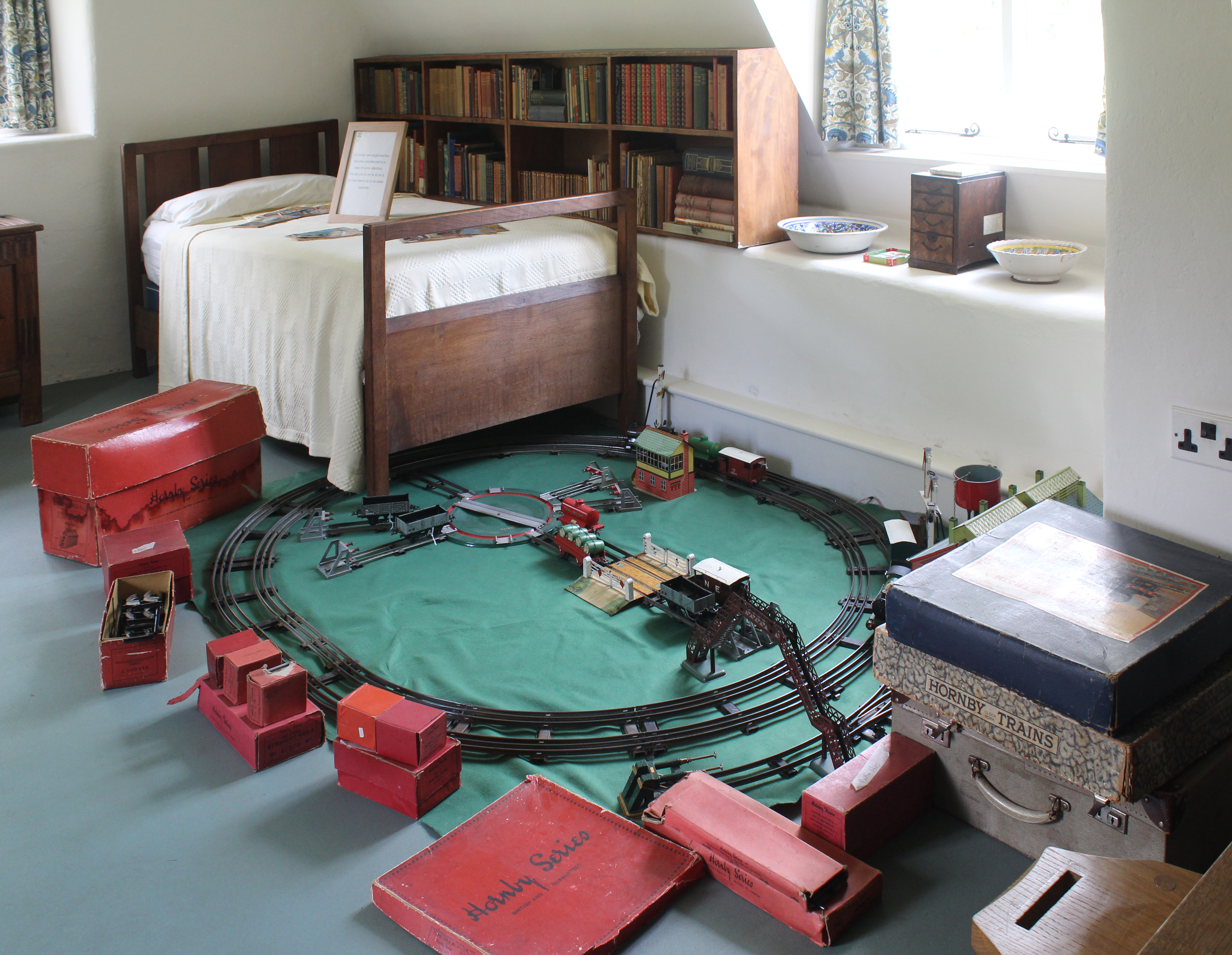
Chambre d'enfant avec une configuration de train électrique Hornby O-gauge de style années 1950

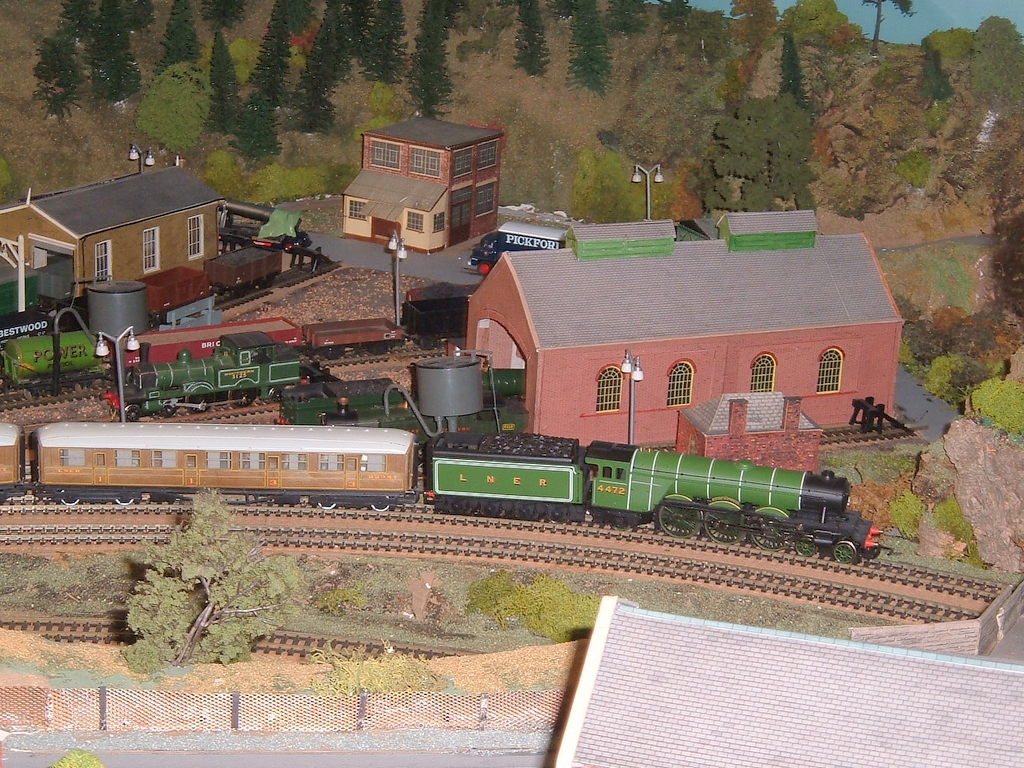
train Hornby OO actuel.

C'est en 1920, qu'apparaît le premier train miniature Hornby à l'échelle O (aux alentours du 1:43). La marque Hornby conçoit alors les trains de l'entreprise Meccano. En 1925, c'est le premier train électrique alimenté en courant alternatif 110 volts, système 3 rails où une simple lampe à incandescence joue le rôle de ballast de puissance.
En 1929, c'est le courant continu 6 volts, moins dangereux, qui est utilisé, mais le succès va surtout aux trains mécaniques qui sont diffusés dans le monde entier. Les modèles restent sommaires, en tôle emboutie imprimée, et les véhicules sont très raccourcis. La motrice la plus courante est une locomotive à vapeur à 2 essieux qui sera vendue jusqu'à la fin des années 1930[réf. souhaitée].
En 1938, Hornby lance une gamme à l'échelle OO (les voies sont au 1:87, mais les éléments roulants au 1:76) appelée Hornby DublO, voisine de l'échelle HO, lancé en 1935 par Märklin. Les véhicules ne sont plus en tôle mais en zamak. La production est stoppée durant la Seconde Guerre mondiale, la fabrication de jouets en métal étant interdite au Royaume-Uni.
La production n'est reprise qu'en 1952, où la concurrence conduit Hornby à abandonner en 1959 le système 3 rails pour le 2 rails, plus fidèle. Au Royaume-Uni, la production à l'échelle OO reprend avec des réalisations en plastique de bonne facture[réf. souhaitée]. Malgré l'erreur de réduction de cette échelle (modèles au 1:76 sur une voie au 1:87), le catalogue s'étend rapidement et la qualité de fabrication va en s'améliorant. En 1960 est créée la filiale française Hornby France, qui travaille sur des produits à l'échelle HO.
La société est rachetée par le groupe Lines Bros (marque Tri-ang) qui a ses propres modèles, et, en Angleterre, la marque devient Tri-ang Hornby en 1965. En 1972, le groupe Meccano-Tri-iang est démantelé. En France, Meccano abandonne la production de trains électriques en 1974. Au Royaume-Uni, seule subsiste la société Rovex, qui produit les trains Hornby et les circuits routiers Scalextric. 
Rebaptisée Hornby dans les années 1980, elle deviendra rapidement la firme phare européenne du train miniature, après le rachat de la firme espagnole Electrotren et des groupes Lima, Jouef, Rivarossi, Arnold en 2004, Airfix et Humbrol en novembre 2006 et Corgi toys en mai 2008.

## La filiale française
En France apparaît en 1960, la série HOrnby acH0 présentée comme du vrai HO : le succès est immédiat car les modèles sont originaux et à l'échelle pour un prix compétitif. Les premiers produits disponibles sont :
- la BB 16000 avec deux voitures « Forestier » (DEV AO), dans le coffret L'Aquilon. La motrice est annoncée comme « prévue pour alimentation par caténaire » ;
- la 131 TB vapeur qui mise sur son embiellage réaliste, fournie avec trois wagons en coffret, nommé Le Picard ;
- la diesel 060 DB bleue et argent avec voitures DEV Inox, nommé Le Vendéen ;
- la 131 TB avec voitures de banlieue Est, nommé Train de banlieue.

Ces coffrets sont livrés avec 12 rails courbes. Un seul rayon de courbure existe au départ et sera suivi deux ans plus tard par un rayon supérieur permettant des courbes parallèles. L'alimentation en 12 volts courant continu, modulé pour la traction et 15 volts alternatif éventuel pour les accessoires, n'y est pas incluse, ce qui permet aux clients ne désirant pas acheter tout de suite le transformateur de démarrer avec un petit boîtier à piles.
Ces modèles ont une qualité de reproduction qui n'est pas encore atteinte par Jouef mais sont à un prix beaucoup plus accessible que celui des trains JEP concurrents, qui s'alimentent, eux, par un fil conducteur central discret. Leur silence de fonctionnement est par ailleurs le même et sans commune mesure avec le bruit des modèles O du moment[réf. souhaitée]. La gamme intègre, dès 1962, une bonne partie de la production de la firme artisanale SMCF, dont le zamak sera remplacé par le plastique et continue de se développer.
La fusion de Hornby avec Tri-ang en 1965 se traduit par un ralentissement des nouveautés, qui permet à Jouef de prendre une place dominante. Malgré des productions intéressantes à la fin des années 1960 (notamment la locomotive 030 TU, les voitures TEE Mistral ou le Bloc-système électronique), les difficultés du groupe Lines et le rachat de Meccano-France par le groupe américain General Mills ne portent pas chance à la marque : le dernier catalogue date de 1973, et la production cesse au début 1974.